# Gorana Stepanić
Gorana Stepanić (Zagreb, 1973.), hrvatska dječja glumica, proslavljena po ulozi Melite u TV mini seriji Lažeš, Melita (1984). Kao glumica igrala je još uloge u serijama Hajdučki gaj (1985.), gdje je imala ulogu Helene, i kao Marina u Smogovcima (1982. – 1992.).
Gorana nakon toga napušta svijet glume. Kasnije diplomira latinski jezik i komparativnu književnost, a danas živi i radi u Puli na Sveučilištu Jurja Dobrile kao profesorica na odjelu humanističkih znanosti.